# Dawid Jefraimowitsch Chmelnizki
Dawid Jefraimowitsch Chmelnizki (russisch Давид Ефраимович Хмельницкий, englische Transkription David E. Khmelnitskii, * 1944 in Moskau) ist ein russischer Physiker, der auf dem Gebiet der theoretischen Festkörperphysik arbeitet. 

## Leben
Chmelnizki studierte bis 1969 am Moskauer Institut für Physik und Technologie (MIPT) und wechselte anschließend an das Landau-Institut für Theoretische Physik in Tschernogolowka bei Moskau. Dort wurde er promoviert (Kandidat der Wissenschaft) und habilitiert (russischer Doktortitel). Ab 1985 war er Mitarbeiter an dem ebenfalls in Tschernogolowka angesiedelten Institut für Festkörperphysik der Akademie der Wissenschaften der UdSSR.
1991 ging er nach Großbritannien an das Cavendish-Laboratorium der University of Cambridge, wo er seitdem tätig ist. Zu seinen Forschungsinteressen gehören die ungeordneten Systeme (darunter speziell die Anderson-Lokalisierung), der Quanten-Hall-Effekt, der Metall-Isolator-Übergang und die Quanten-Kinetik. 
1993 erhielt er mit anderen russischen Physikern den CMD Europhysics Prize (seinerzeit Hewlett-Packard Europhysics Prize) für theoretische Arbeiten über kohärente Phänomene in ungeordneten Leitern. Zu der Gruppe der russischen Preisträger gehörten Boris Altshuler, Arkadi Aronow und Anatoli Larkin.